# Bolfgangus de...cz...
Bolfgangus de...cz... (tudi Mojster Bolfgang), slikar freskant izpričan v tretji četrtini 15. stoletja.
Leta 1453 je podpisal freske severne ladje v romarski cerkvi Marijinega oznanjenja v Crngrobu, kjer je naslikal Jezusovo rojstvo, svojega zavetnika Sv. Volbenka (s podpisom in letnico), Sv. Jerneja in 4 svetnice Dorotejo, Katarino, Barbaro in Marjeto. Večji kompleks Bolfgangusovih fresk iz okoli 1465–1470 krasi obok prezbiterija v župnijski cerkvi na Mirni, kjer je uporabil že uveljavljeno ikonografsko shemo Kranjskega prezbiterija: Kristusa sodnika v mandorli in Marijo z detetom obdajajo simboli evangelistov, cerkveni očetje, iste štiri svetnice kot v Crngrobu ter angeli z glasbili in orodji trpljenja.
Mojster Bolfgangus predstavlja v slovenskem poznogotskem stenskem slikarstvu enega od kakovostnih viškov. V svojem delu je združil idealizem, podedovan od internacionalnega gotskega sloga, ki se kaže v milini obrazov in gibov, s sočasnim realizmom, ki je na Slovensko prihajal iz severnih dežel in se v Bolfgangusovih delih čuti predvsem v logičnem podajanju slikarske dekoracije. Ikonografsko zanimiva je freska Kristusovo rojstvo v Crngrobu z realistično naslikanim sv. Jožefom s prekipevajočim mlekom v ponvi; to je najjužnejši primer tega redkega motiva v srednji Evropi.